# Amplitude
Amplitude è un videogioco per PlayStation 2 sviluppato da Harmonix Music Systems e pubblicato da Sony Interactive Entertainment in Nord America il 24 marzo 2003, e in Europa il 26 settembre 2003. Amplitude rappresenta il sequel di Frequency, pubblicato nel 2001.

## Modalità di gioco
Il giocatore veste i panni di un DJ, denominato "Freq", che potrà essere personalizzato. 
Il gioco si basa sull'utilizzo di un Beat Blaster, uno strumento con le sembianze di una navicella spaziale, in grado di colpire le capsule musicali, organizzate in tracce, con la pressione dei tasti: "L1" per le capsule a sinistra, "R1" per quelle al centro e "R2" per quelle a destra (o in alternativa rispettivamente i tasti "quadrato", "triangolo" e "cerchio"). 
Se le capsule vengono colpite con il giusto tempismo emettono una nota che concatenandosi con le altre formano una delle 26 canzoni presenti nel gioco.
Ogni traccia di capsule rappresenta infatti uno strumento, mentre una singola capsula rappresenta una singola nota di quello strumento. Se tutte le capsule di una traccia vengono colpite si passa ad una traccia successiva attraverso l'uso delle levette analogiche. 
Durante la partita il tunnel, ovvero l'ambiente di gioco, cambia il suo comportamento a seconda del ritmo a cui si sta procedendo, mentre lo sfondo è diverso per ogni canzone. 
Ogni canzone ha un tempo limite in cui essere riprodotta che viene rappresentato da una barra alla sinistra dello schermo del giocatore: la barra rimane piena fino a quando il giocatore continua a colpire le capsule e si svuota progressivamente a seconda del tempo trascorso senza colpire capsule. 
È possibile giocare in modalità giocatore singolo o multigiocatore (online e offline). Il gioco presenta la modalità "Remix" che consente di modificare a piacimento del giocatore i brani presenti nel gioco.

## Colonna sonora
La colonna sonora del gioco è composta da un totale di 26 canzoni, per ogni artista all'interno del gioco è presente una biografia e una foto.
- P.O.D. vs. The Crystal Method-Boom
- Garbage-Cherry Lips
- Quarashi-Baseline
- Chris Child with Melissa Kaplan-Shades of Blue
- Logan 7-Uptown Saturday Night
- Run-DMC-King of Rock(X-Ecutioners Mix)
- The Baldwin Brothers-Urban Tumbleweed
- Weezer-Dope Nose
- David Bowie-Everyone Says "Hi" (Metro Mix)
- Pink-Respect
- Papa Roach-M-80 (Explosive Energy Movement)
- Mekon with Roxanne Shante-What's Going On
- Herbie Hancock-Rockit (2.002 Remix)
- The Production Club-Rockstar
- DJ HMX with Plural-Cool Baby
- BT with Wildchild-Kimosabe
- Slipknot-I Am Hated
- Game Boyz-Push
- Blink-182-The Rock Show
- Dieselboy-Sub Culture (Dieselboy + Kaos Rock Remix)
- Symbion Project-Synthesized
- Komputer Kontroller-Robot Rockerz
- Freezepop-Super-Sprøde
- Cosmonaut Zero-Spaztik
- Akrobatik vs. Symbion Project-Out the Box
- Manchild-Nitro Narcosis

## Remake
Il 5 maggio 2014 Harmonix Music Systems inizia una campagna Kickstarter con lo scopo di raccogliere 775.000 dollari per realizzare un remake su PlayStation 3 e PlayStation 4. La campagna ha ottenuto ottimi risultati, raggiungendo oltre 840.000 dollari e oltre 14.000 donazioni.

## Accoglienza
La rivista Play Generation lo classificò come il gioco musicale più alternativo tra quelli usciti su PlayStation 2.